# Паркс, Кобден
Кобден Паркс (англ. Cobden Parkes, 2 августа 1892, Балмейн, Сидней, Новый Южный Уэльс, Британская империя — 15 августа 1978, Блейкхёрст, Сидней, Новый Южный Уэльс, Австралия) — австралийский государственный служащий в области архитектурного и строительного надзора, в 1935—58 годах занимавший должность Правительственного архитектора Нового Южного Уэльса. Сын отца-основателя австралийской государственности Генри Паркса. Член-корреспондент австралийского и британского институтов архитекторов, один из членов комиссии по разработке и оценке проектов Сиднейского оперного театра.

## Ранние годы
Кобден Паркс родился 2 августа 1892 года в городке Балмейн, пригороде Сиднея. Его отцом был отец-основатель австралийской государственности Генри Паркс, а матерью — его вторая жена Элеанора, урождённая Диксон. Кобден Паркс был назван отцом в честь английского политического деятеля Ричарда Кобдена, клуб имени которого ранее вручил ему золотую медаль. В семье он был самым младшим из детей. Паркс-старший скончался менее чем через 4 года после рождения сына, 27 апреля 1896 года, годом ранее скончалась и его жена. Кобден воспитывался мачехой Джулией вместе со старшими братьями и сёстрами.
Паркс получил образование в средней школе на Форт-Стрит, затем поступил в Роксдейл-колледж. С 1909 года он работал в департаменте общественных работ Нового Южного Уэльса под руководством архитектора Уолтера Вернона, получая заочное высшее образование в сиднейском техническом колледже.

## Военная служба
27 августа 1914 года Кобден был призван на службу в Австралийские имперские силы (АИС) в первый батальон для участия в Первой мировой войне. В составе батальона Паркс отправился в Египет, где был ранен в ходе битвы за Галлиполи. За проявленное мужество Кобден был произведён в младшие сержанты в июне 1915 года, после чего снова отправлен в строй. 4 сентября он получил новое, более серьёзное ранение, приведшее к разрыву сухожилий и ампутации трёх пальцев на правой руке. Из-за этих событий Паркс был признан инвалидом и в апреле следующего года выбыл из действующей армии. Впрочем, позже Кобден вернулся в АИС, где в составе уже 34-го батальона принял участие в наступлении Антанты на Западном фронте. Окончательно действующую армию он покинул уже после окончания войны, 4 сентября 1919 года, в звании лейтенанта, вернувшись в Сидней.

## Гражданская служба
В 1920 году Паркс снова приступил к работе в департаменте общественных работ Нового Южного Уэльса. 19 ноября 1921 года в англиканской церкви святого Филиппа в Сиднее он вступил в брак с Викторией Ленор Лиллиман. В 1930 году Кобден был назначен архитектором-проектировщиком и ответственным руководителем чертёжного бюро, а 4 октября 1935 — на должность правительственного архитектора штата, сменив на этом посту Эдвина Эвана Смита, который вышел на пенсию.
Автором статьи в Австралийском биографическом словаре (ADB) Паркс оценивается как человек со значительными организаторскими способностями и талантами. Кобден был первым из правительственных архитекторов, кто прошёл полную подготовку на свою должность. Он придерживался консервативного архитектурного стиля. Под его руководством были доработаны портик и большой читальный зал государственной публичной библиотеки штата. Под его руководством работал и известный сиднейский архитектор Эдвард Ремберт, который построил технический колледж в Ньюкасле и один из блоков сиднейского технического колледжа. Оба сооружения были вдохновлены творчеством нидерландского модерниста Виллема Маринуса Дюдока.
Паркс руководил строительством и разработкой множества различных сооружений по специальной «программе военных лет», в частности, больниц, бомбоубещищ и оборонительных конструкции для общественных зданий. Среди спроектированных им больниц была, например, 12-этажная «Hickman House». В 1939 году Кобден сопровождал министра здравоохранения Австралии в его поездке по Англии и США. В том же году, после начала войны, по возвращении в Сидней, он возглавил технический комитет национальной службы экстренной помощи (подразделение, занимавшееся починкой строений, пострадавших в ходе войны), оставаясь при этом правительственным архитектором. Когда Японская империя вступила в войну в 1941 году, Кобден оказывал поддержку комитету по предотвращению бомбардировок и воздушных налётов.
В десятилетие после войны для восстановления экономики под руководством Паркса департамент использовал сборные алюминиевые здания. Это позволило значительно сократить издержки и потратить больше средств на развитие образовательной сферы, в частности, на строительство новых школ и университетов, а также на расширение старых. Под руководством Кобдена также расширялись рынки, рекреакционные и бытовые здания. Видя нехватку людских ресурсов для государственного строительства, Паркс разработал планы по сотрудничеству с частными организациями и фондами, которые помогли её решить. Он также поощрял «полевое» обучение студентов.
1 августа 1958 года Паркс вышел на пенсию, отработав в департаменте почти 50 лет. Его преемником стал Тед Фармер. В статье, посвящённой его отставке, крупнейшее издание Сиднея The Sydney Morning Herald назвало Паркса «самым рукастым правительственным архитектором в истории страны» (англ. handsiest gov architect's from australian history). Но отдохнуть на пенсии Кобдену не дали, ибо он был назначен членом комитета по развитию Университета Нового Южного Уэльса, а также членом комитета по созданию сети больниц имени принцев Генри и Чарльза.

## Почётные должности
Кобден возглавлял большое количество комитетов и организаций, включая австралийское отделение Красного креста, где, как передаёт автор статьи в ADB, считался настоящей легендой, «человеком с большим сердцем, добрым характером и большим обаянием».
С 1957 по 1958 год Паркс был одним из судей по отбору проекта Сиднейского оперного театра. Он представлял правительство Нового Южного Уэльса. Несмотря на то, что Кобден был известен своими консервативными взглядами, он был одним из тех, кто настоял на выборе амбициозного проекта Утзона, ибо считал, что только благодаря такому рискованному решению может получиться настоящее чудо света.
Паркс был членом сообщества архитекторов Нового Южного Уэльса с 1924 года, а с 1949 по 1963 председательствовал в нём. В 1929 году он стал членом Королевского австралийского архитектурного института, в 1936 получил должность его научного сотрудника, а в 1958 году — стипендиата, а в 1964 году получил от него золотую медаль за верную службу. В 1951 году он избран членом королевского института британских архитекторов. В 1955 году Кобден получил награду от Ассоциации мастеров-строителей Нового Южного Уэльса — медаль имени Флоренс Тейлор, величайшей женщины-архитектора в истории Австралии. Помимо этого, он являлся членом имперского военного клуба Imperial Service Club.

## Смерть
Паркс умер 15 августа 1978 года в Блейкхёрсте, пригороде Сиднея. У него остались дочь и двое сыновей.